# Tossal de Riuposa
El Tossal de Riuposa és una muntanya de 2.063,3 metres d'altitud que es troba a cavall dels termes municipals de Llavorsí i de Rialb, a la comarca del Pallars Sobirà, en territori de l'antic terme de Surp.
Està situat al nord de Caregue i a ponent de Baiasca, a migdia del Cap de Campmaior.